# Liste des espèces d'oiseaux de Nouvelle-Calédonie
On trouve en Nouvelle-Calédonie, 197 taxons pour 185 espèces d'oiseaux
dont 23 endémiques.
17 espèces sont globalement menacées, parmi lesquelles 4 sont en danger d'extinction et 3 en danger critique d'extinction, voire éteintes. 
13 espèces ont été introduites.

## Liste alphabétique

### A
- Aigrette à face blanche (Egretta novaehollandiae)
- Aigrette sacrée (Egretta sacra)
- Albatros à sourcils noirs (Diomedea melanophris) Rare/Accidentel
- Albatros hurleur (Diomedea exulans) Rare/Accidentel
- Albatros royal (Diomedea epomophora)
- Astrild ondulé (Estrilda astrild) Espèce introduite
- Autour à ventre blanc (Accipiter haplochrous) Endémique Quasi menacé
- Autour australien (Accipiter fasciatus)

### B
- Balbuzard pêcheur (Pandion haliaetus)
- Barge à queue noire (Limosa limosa)
- Barge rousse (Limosa lapponica)
- Bécasseau de l'Anadyr (Calidris tenuirostris)
- Bécasseau à cou roux (Calidris ruficollis)
- Bécasseau à queue pointue (Calidris acuminata)
- Bécasseau cocorli (Calidris ferruginea) Rare/Accidentel
- Bécasseau sanderling (Calidris alba)
- Bihoreau cannelle (Nycticorax caledonicus)
- Bulbul à ventre rouge (Pycnonotus cafer)
- Busard de Gould (Circus approximans)
- Butor d'Australie (Botaurus poiciloptilus) Vulnérable

### C
- Cagou ou Kagou huppé (Rhynochetos jubatus), en danger d'extinction
- Canard à sourcils (Anas superciliosa pelewensis)
- Canard bridé (Anas rhynchotis rhynchotis) Rare/Accidentel
- Canard colvert (Anas platyrhynchos)
- Capucin donacole (Lonchura castaneothorax) Espèce introduite
- Carpophage géant (Ducula goliath) Endémique Quasi menacé
- Carpophage pacifique (Ducula pacifica pacifica)
- Chevalier stagnatile (Tringa stagnatilis)
- Chevalier aboyeur (Tringa nebularia)
- Chevalier bargette (Xenus cinereus)
- Chevalier guignette (Actitis hypoleucos)
- Chevalier de Sibérie (Tringa brevipes)
- Colombine turvert (Chalcophaps indica chrysochlora et Chalcophaps indica sandwichensis)
- Coq bankiva (Gallus gallus) Espèce introduite
- Corbeau calédonien (Corvus moneduloides) Endémique
- Cormoran noir (Phalacrocorax sulcirostris) Rare/Accidentel
- Cormoran pie (Phalacrocorax melanoleucos melanoleucos)
- Grand cormoran (Phalacrocorax carbo)
- Coucou à éventail (Cacomantis flabelliformis pyrrophanus)
- Coucou de Nouvelle-Zélande (Eudynamys taitensis)
- Coucou éclatant (Chrysococcyx lucidus layardi)
- Courlis corlieu (Numenius phaeopus variegatus)
- Courlis nain (Numenius minutus)
- Crécerelle d'Australie (Falco cenchroides) Rare/Accidentel

### D
- Dendrocygne à lunules (Dendrocygna arcuata) Rare/Accidentel
- Diamant de Kittlitz (Erythrura trichroa) Rare/Accidentel
- Diamant psittaculaire (Erythrura psittacea) Endémique

### E
- Échenilleur calédonien (Coracina caledonica)
- Échenilleur de montagne (Coracina analis) Endémique
- Échenilleur pie (Lalage leucopyga)
- Effraie de prairie (Tyto longimembris)
- Effraie des clochers (Tyto alba)
- Égothèle calédonien (Aegotheles savesi) Endémique en danger critique d'extinction (peut-être éteint)
- Engoulevent de Nouvelle-Calédonie (Eurostopodus exul)

### F
- Faucon pèlerin (Falco peregrinus)
- Fou à pieds rouges (Sula sula)
- Fou brun (Sula leucogaster)
- Fou masqué (Sula dactylatra)
- Frégate ariel (Fregata ariel)
- Frégate du Pacifique (Fregata minor)
- Fuligule austral (Aythya australis)

### G
- Gallinule sombre (Gallinula tenebrosa)
- Gérygone mélanésienne (Gerygone flavolateralis)
- Glaréole orientale (Glareola maldivarum)
- Grande Aigrette (Ardea alba) Rare/Accidentel
- Grèbe australasien (Tachybaptus novaehollandiae)
- Guêpier arc-en-ciel (Merops ornatus)
- Gygis blanche (Gygis alba)

### H
- Héron garde-bœufs (Bubulcus ibis) Rare/Accidentel
- Héron strié (Butorides striatus) Rare/Accidentel
- Hirondelle de Tahiti (Hirundo tahitica)

### K-L
- Kagou huppé (Rhynochetos jubatus) Endémique, En danger d'extinction
- Langrayen à ventre blanc (Artamus leucorynchus)
- Lori à diadème (Charmosyna diadema) Endémique
En danger critique d'extinction (peut-être éteint)
- Loriquet à tête bleue (Trichoglossus haematodus)

### M
- Marouette fuligineuse (Porzana tabuensis)
- Marouette grise (Porzana cinerea)
- Martin triste (Acridotheres tristis) Espèce introduite
- Martin-chasseur sacré (Todirhamphus sanctus)
- Mégalure calédonienne (Megalurulus mariei) Endémique Données insuffisantes
- Méliphage à oreillons gris (Lichmera incana)
- Méliphage barré (Phylidonyris undulata) Endémique
- Méliphage toulou (Gymnomyza aubryana) Endémique En danger
- Merle des îles (Turdus poliocephalus)
- Milan siffleur (Haliastur sphenurus)
- Miro à ventre jaune (Eopsaltria flaviventris) Endémique
- Moineau domestique (Passer domesticus) Espèce introduite
- Monarque brun (Clytorhynchus pachycephaloides)
- Monarque mélanésien (Myiagra caledonica)
- Mouette argentée (Larus novaehollandiae)
- Myzomèle calédonien (Myzomela caledonica) Endémique
- Myzomèle cardinal (Myzomela cardinalis)

### N-O
- Noddi bleu (Procelsterna cerulea)
- Noddi brun (Anous stolidus)
- Noddi noir (Anous minutus)
- Océanite à gorge blanche (Nesofregetta fuliginosa) Rare/Accidentel Vulnérable
- Océanite à ventre blanc (Fregetta grallaria) Rare/Accidentel
- Océanite à ventre noir (Fregetta tropica) Rare/Accidentel
- Océanite de Nouvelle-Calédonie (Fregetta lineata) Endémique
- Océanite de Wilson (Oceanites oceanicus) Rare/Accidentel
- Œdicnème des récifs (Esacus neglectus) Quasi menacé

### P
- Pélican à lunettes (Pelecanus conspicillatus) Rare/Accidentel
- Perruche cornue (Eunymphicus cornutus) Endémique
- Perruche de Sparrman (Cyanoramphus novaezelandiae)
- Pétrel à ailes noires (Pterodroma nigripennis)
- Pétrel de Gould (Pterodroma leucoptera)
- Pétrel des Kermadec (Pterodroma neglecta) Rare/Accidentel
- Pétrel de Solander (Pterodroma solandri) Rare/Accidentel Vulnérable
- Pétrel de Tahiti (Pterodroma rostrata) Quasi menacé
- Pétrel géant (Macronectes giganteus) Rare/Accidentel Vulnérable
- Pétrel de la Trinité du Sud (Pterodroma arminjoniana) Vulnérable
- Pétrel hérault (Pterodroma heraldica)
- Phaéton à bec jaune (Phaethon lepturus)
- Phaéton à brins rouges (Phaethon rubricauda)
- Pigeon à gorge blanche (Columba vitiensis)
- Pluvier à double collier (Charadrius bicinctus) Rare/Accidentel
- Pluvier argenté (Pluvialis squatarola)
- Pluvier de Leschenault (Charadrius leschenaultii) Rare/Accidentel
- Pluvier fauve (Pluvialis fulva)
- Polochion moine (Philemon diemenensis) Endémique
- Prion de la Désolation (Pachyptila desolata) Rare/Accidentel
- Ptilope de Grey (Ptilinopus greyi)
- Ptilope vlouvlou (Drepanoptila holosericea) Endémique Quasi menacé
- Puffin d'Audubon (Puffinus lherminieri)
- Puffin fouquet (Puffinus pacificus)
- Puffin fuligineux (Puffinus griseus)
- Puffin volage (Puffinus gavia)

### R
- Râle de Lafresnaye (Gallirallus lafresnayanus) Endémique en danger critique d'extinction (peut-être éteint)
- Râle tiklin (Gallirallus philippensis)
- Rhipidure à collier (Rhipidura albiscapa)
- Rhipidure tacheté (Rhipidura spilodera)

### S
- Salangane à croupion blanc (Aerodramus spodiopygius)
- Salangane de Vanikoro (Aerodramus vanikorensis)
- Salangane soyeuse (Collocalia esculenta)
- Sarcelle australasienne (Anas gracilis) Rare/Accidentel
- Siffleur calédonien (Pachycephala caledonica) Endémique
- Siffleur doré (Pachycephala pectoralis)
- Siffleur itchong (Pachycephala rufiventris)
- Spatule royale (Platalea regia) Rare/Accidentel
- Sterne bridée (Sterna anaethetus)
- Sterne de Dougall (Sterna dougallii)
- Sterne diamant (Sterna sumatrana)
- Sterne fuligineuse (Sterna fuscata)
- Sterne huppée (Sterna bergii)
- Sterne naine (Sterna albifrons)
- Sterne néréis (Sterna nereis)
- Stourne calédonien (Aplonis striata) Endémique

### T
- Talève sultane (Porphyrio porphyrio)
- Tournepierre à collier (Arenaria interpres)
- Tourterelle tigrine (Streptopelia chinensis) Espèce introduite
- Turnix bariolé (Turnix varia)

### Z
- Zostérops à dos gris (Zosterops lateralis)
- Zostérops à dos vert (Zosterops xanthochrous) Endémique
- Zostérops de Lifu (Zosterops inornatus) Endémique
- Zostérops minute (Zosterops minutus) Endémique